# Michaił Bachtin
Michaił Michajłowicz Bachtin, ros. Михаил Михайлович Бахтин (ur. 5 listopada?/17 listopada 1895 w Orle, zm. 7 marca 1975 w Moskwie) – rosyjski literaturoznawca, filozof, kulturoznawca.
Zajmował się teorią literatury, krytyką literacką, historią i teorią kultury.

## Życiorys
Michaił Bachtin urodził się w Orle. Rodzice Michaiła potrafili zapewnić sześciorgu dzieciom wykształcenie: słuchali muzyki klasycznej, zapraszali inteligentne osoby, czytali i dyskutowali o pracach Nietzschego i Władimira Sołowjowa.
W związku z pracą ojca rodzina przeprowadziła się najpierw do Wilna, a później do Odessy. Prawdopodobnie te wielokulturowe miasta częściowo zainspirowały Bachtina do stworzenia koncepcji polifonii i dialogu kultur.
Według niektórych biografii Bachtin studiował na Petersburskim Uniwersytecie Państwowym, ale nie ma na to żadnych dowodów.
Z powodu wojny w 1918 roku Bachtin przeprowadził się do miasta Newel, gdzie zaczął pracę nauczyciela historii, socjologii i języka rosyjskiego w szkole, dyrektorem której okazał się były nauczyciel matematyki Michaiła. Bachtin organizował Newelskie towarzystwo naukowe, uczestnicy którego prowadzili spotkania, dyskusje, kursy i lekcje, brali udział w wydarzeniach miejskich.
W 1920 roku Bachtin opuścił Newel i przeprowadził się do stolicy guberni – Witebska. Komisarzem gubernialnym do spraw sztuki wtedy był artysta Marc Chagall. Ośrodkiem życia filozoficznego w mieście zostało kółko Michaiła. Wtedy jego idee uzyskały firmę piśmienną w ramach trzech rękopisów: „Subiekt moralności i subiekt prawa”, „Do filozofii czynu” i „Autor i bohater w działalności estetycznej”. Dużo uwagi w tych pracach udzielono filozofii Kanta. W odróżnieniu od niego Bachtin proponował umieścić w centrum filozofii moralności nie prawo uniwersalne, tylko indywidualny czyn.
W 1924 roku Bachtin wrócił do Petersburga (Leningradu). Do składu jego kółka wchodzili wtedy M. Judina, P. Miedwiediew, W. Wołoszynow, L. Pumpianski, I. Sołłertinski, I. Kanajew, K. Waginow i M. Tubianski.
W grudniu 1928 roku Bachtin razem z innymi przedstawicielami „inteligencji” leningradzkiej został aresztowany w związku z działalnością zespołu A. Mayera. 1929 roku uwolniono go z powodu zapalenia kości i szpiku, ale pół roku później został wysłany na 5 lat do Kustanaju. W czerwcu tego roku opublikowana została pierwsza monografia Bachtina „Problemy twórczości Dostojewskiego”.
Po powrocie z Kustanaju do wojny Bachtin brał udział w sekcji teorii literatury Instytutu literatury światowej. W 1946 roku obronił dysertację o temacie „Rabelais w historii realizmu”, uzyskał tytuł kandydata nauk i wyjechał do Sarańska (Mordowia), gdzie pracował na Mordwińskim Państwowym Uniwersytecie Pedagogicznym do 1961 roku.
W 1969 roku przeprowadził się do Moskwy. W latach 60.–70. opublikowane zostały artykuły i książki Bachtina.
Michaił Bachtin zmarł 7 marca 1975 roku.

## Koncepcje filozoficzne
Jest autorem koncepcji rozwoju czasu i czasoprzestrzeni (chronotop) w kulturze (przedstawionej na przykładach literackich), teorii folkloru średniowiecza skonstruowanej na dziele François Rabelais’go, teorii wielogłosowości powieści nowożytnej, do której przywiodła go analiza twórczości Dostojewskiego.
Pojęcia literaturoznawcze i filozoficzne wprowadzone przez Bachtina:

### Polifoniczność
Polifoniczność (wielogłosowość) w powieści polega na umożliwieniu postaciom artykułowania swych poglądów, bez autorskiego komentowania czy faworyzowania któregoś z bohaterów. Głos to inaczej światopogląd danego podmiotu. W powieści polifonicznej te różne sposoby myślenia o świecie istnieją jedne obok drugich, polemizują (z gr. polemos – wojna) ze sobą, odnoszą się do siebie i – co ważne – nie są podporządkowane nadrzędnej świadomości autora. Przeciwieństwem powieści polifonicznej jest np. powieść tendencyjna.
Powieść polifoniczna to forma gatunkowa wyrażająca polifoniczne myślenie artystyczne opisana przez M.M. Bachtina. „Dostojewski, moim zdaniem, jest twórcą polifonicznej, wielogłosowej powieści, zorganizowanej jako intensywny i namiętny dialog na tematy najnowsze. Autor nie kończy tego dialogu, nie daje swojego autorskiego rozwiązania; ukazuje myśl ludzką w jej sprzecznym i niepełnym ukształtowaniu” – mówił Bachtin o polifonii w twórczości Dostojewskiego.

### Dialogiczność
Dialogiczność to główny mechanizm procesu historycznoliterackiego. Bachtin uważał, że słowo (rozumiane szeroko, niekoniecznie jako pojedynczy wyraz) nigdy nie istnieje w izolacji, zawsze odnosi się do kontekstów, w których wcześniej było używane oraz do innych słów. Każdy utwór w jakiś sposób nawiązuje do poprzednich tekstów, można go traktować jako odpowiedź (replikę) na wcześniejsze głosy. Literaturę można więc sobie wyobrażać jako wielką księgę, każdy kolejny utwór byłby dopisaniem kolejnej strony nawiązującej w pewien sposób do poprzednich.
Dialogiczność jest cechą wpisaną w myślenie artystyczne Dostojewskiego. Między autorem a bohaterem, między bohaterami, między pisarzem a rzeczywistością, między autorem a tekstem ciągle zachodzą relacje dialogiczne. Pojęciem biegunowym dialogizmu jest monologizm. W drugim wydaniu swojej książki o poetyce Dostojewskiego Bachtin pogłębił „kwestię dialogizmu” (M.M. Bachtin, Estetyka twórczości słownej. М., 1979. С. 404, notatki S.S. Awierincew i S.G. Boczarow). Dzięki temu wydaniu pojęcia dialogu i dialogiczności zaczęły być w 1963 roku aktywnie wykorzystywane przez nauki humanistyczne.

### Karnawalizacja
Karnawalizację Bachtina możemy rozpatrywać jako wynik wpływu tradycji średniowiecznego karnawału na kulturę i myślenie Nowej historii. Koncepcja ta wykorzystywana jest w takich dziedzinach, jak estetyka, poetyka teoretyczna, antropologia filozofii i kultury, etiologia, semiotyka itd. W pracy „Twórczość Franciszka Rabelais’go i kultura ludowa średniowiecza i Renesansu” Bachtin wskazuje na bezpośredni wpływ karnawału na dzieło „Gargantua i Pantagruel” Rabelais’go. Karnawał dla Bachtina to koncepcja przeciwna tragedii i epice.
Bachtin używa koncepcji karnawalizacji także do opisu technik stosowanych przez Dostojewskiego w celu rozbrojenia wszechobecnego wroga i umożliwienia prawdziwego intersubiektywnego dialogu. Bachtin w swoich pracach (m.in. w „Problemach poetyki Dostojewskiego”) wniósł duży wkład w interpretację, rozumienie niedostrzeganych dotąd elementów poetyki pisarza.
W pracy „Ludowe formy świąt karnawałowych” Bachtin wnioskuje, że karnawał „był nie formą teatralno-widowiskową, a jak gdyby realną (chwilową) formą samego życia; życia nie odgrywanego jedynie, ale przeżywanego niemal naprawdę (w okresie karnawału)”. W karnawale życie rozgrywa swoją inną, swobodną formę, opartą na lepszych zasadach.

### Cudze słowo
Cudze słowo (ros. czużoje słowo) – każde słowo (wypowiedź) „nie moje”, wypowiedziane przez kogoś innego, w innym języku, które zmusza mnie do zajęcia wobec niego pozycji. „Żyję w świecie cudzych słów. Całe moje życie polega na orientowaniu się pośród nich, reagowaniu na nie. „Cudze słowa” stanowią „pierwotny fakt świadomości i życia człowieka”. Oznacza to, że mówiący człowiek musi interpretować nieustannie to, co nie należy do niego, i w ten sposób określać własną tożsamość. Spotkanie człowieka z cudzym słowem powinno być prawdziwym przedmiotem nauk humanistycznych. Ale cudze słowo to także sfera nieusuwalnych mediacji między danym słowem a przedmiotem, który został już omówiony przez innych. Oznacza to, że żaden przedmiot, w momencie, w którym zaczyna o nim pisać pisarz, nie jest „neutralny” i „naturalny”, lecz już omówiony przez innych. Podobnie rozumował Roland Barthes, wprowadzając w S/Z kategorię déjà dit, „już powiedzianego”, na tle którego pojawia się każda wypowiedź. Kategoria ta przypomina także fenomenologiczne (i hermeneutyczne) pojęcie horyzontu, zakreślającego granice rozumienia (Bachtin sam używał kategorii „horyzontu”, ale także wywodzącej się z filozofii postkantowskiej kategorii „tła apercepcyjnego”).

### Kultura śmiechu
Studia nad śmiechem zaczynają się od pracy M.M. Bachtina nad twórczością François Rabelais’go. Bachtin uważał, że śmiech jest w stanie przenieść człowieka w świat karnawałowej utopii. Badacz połączył te formy śmiechu w jedną „kulturę śmiechu”:
– formy ceremonialne i widowiskowe;
– prace słowne;
– mowa rodzinna.
Wszystkie te trzy formy, odzwierciedlające jeden śmiechowy aspekt świata, są ze sobą ściśle powiązane i splecione. „Każda epoka w historii świata – pisze M.M. Bachtin – miała swoje odbicie w kulturze ludowej. Zawsze, we wszystkich epokach przeszłości, istniał plac, na którym śmiali się ludzie”.
А.F. Łosiew uważał, że badania Bachtina są przesadzone: „Temat komiczny nie jest wcale tak prosty, abyśmy mówili tu tylko o śmiechu jako śmiechu”. Łosiew, opisując śmiech u Rabelais’go, stwierdza, że śmiech „leczy wszystkie smutki jego życia, uniezależnia go od obiektywnego zła życia, daje mu ostatnią pociechę, a więc legitymizuje całą tę komiczną subiektywność, uważa ją za normalną i naturalną, jest całkiem odległy od jakiejkolwiek kwestii przezwyciężenia zła w życiu”.

## Dziedzictwo
Prace Bachtina są znane we Francji, Wielkiej Brytanii, Japonii, USA, W Anglii przy Uniwersytecie w Sheffieldzie działa Centrum Bachtina. W Witebsku od 1992 roku wydawany jest dziennik badań naukowych o biografii, dziedzictwie teoretycznym i epoce Bachtina „Dialog. Karnawał. Chronotop”. Archiwum Bachtina przechowywane jest w Dziale rękopisów Rosyjskiej Biblioteki Państwowej.

## Prace
- Problemy literatury i estetyki, przeł. Wincenty Grajewski, Warszawa 1982
  - w tej książce m.in.:
    - Epos i powieść (o metodologii badań nad powieścią);
    - Formy czasu i czasoprzestrzeni w powieści;
    - Z prehistorii słowa powieściowego;
    - Rabelais i Gogol (sztuka słowa i ludowa kultura śmiechu).
- Problemy poetyki Dostojewskiego, przeł. Natalia Modzelewska, Warszawa 1970
- Twórczość Franciszka Rabelais’go a kultura ludowa Średniowiecza i Renesansu, przeł. Anna i Andrzej Goreniowie, Kraków 1975
- W stronę filozofii czynu, przeł. Bogusław Żyłko, 1997
- Estetyka twórczości słownej, przeł. Danuta Ulicka, 1986
- Wokół problemów realizmu, 1977